# 青島温泉
青島温泉（あおしまおんせん）は、宮崎県宮崎市青島地区で湧出している温泉である。

## 温泉街

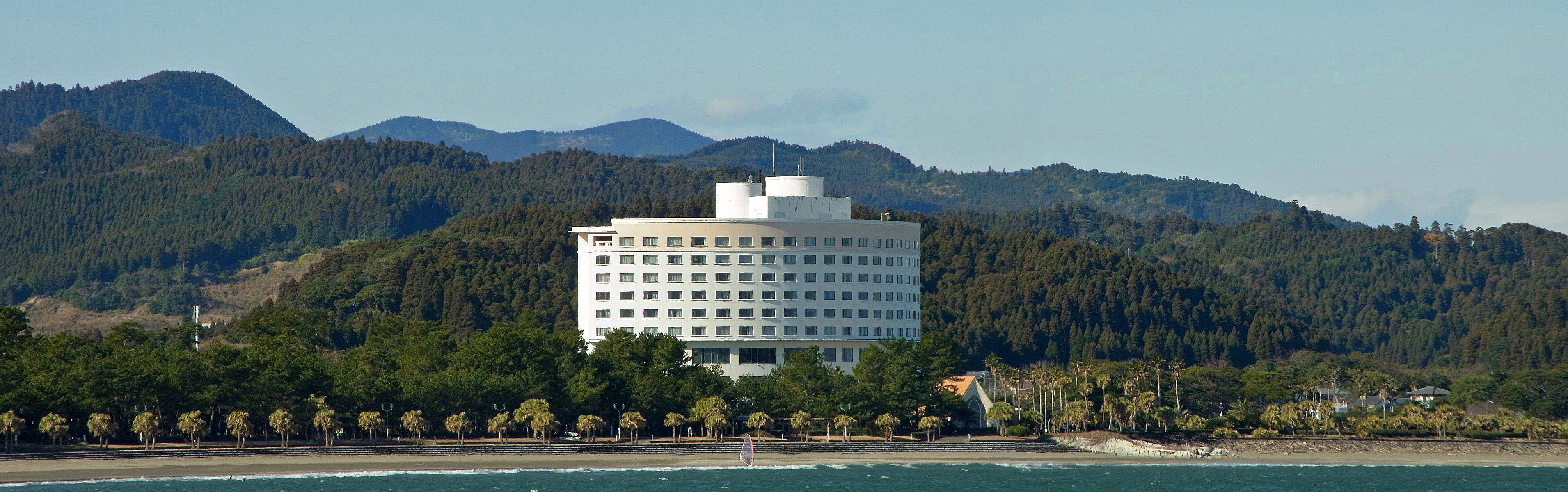
ANA ホリデイ・イン リゾート 宮崎
（旧 青島パームビーチホテル）

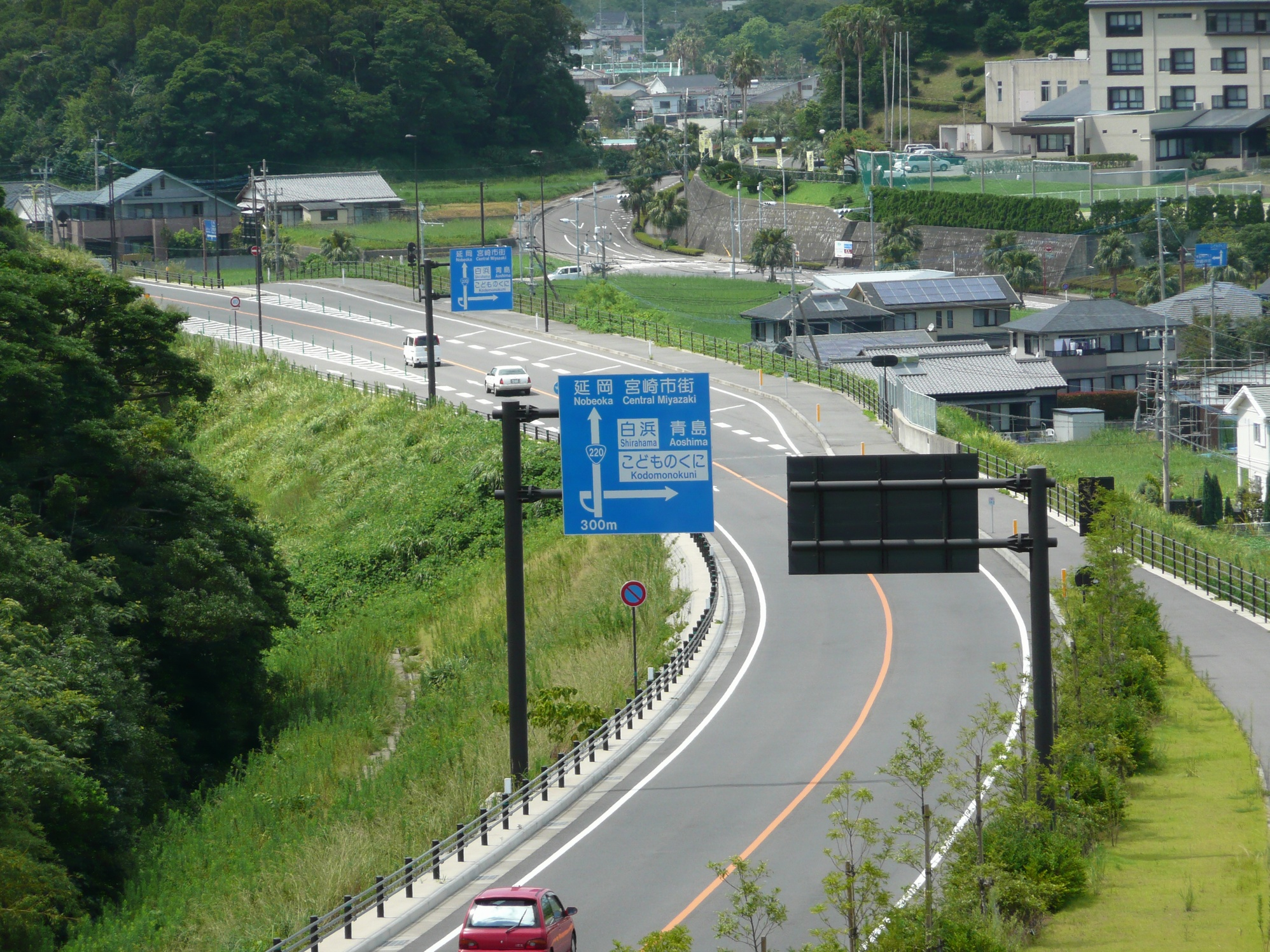
国道220号（青島バイパス）の青島パーキングより撮影。右手の高台に観光ホテルのルートイングランティアあおしま太陽閣が見える。

青島を中心に日向灘沿いに広がる温泉街で、豊富な湯量を誇っている。かつては新婚旅行のメッカとして賑わった青島地区だが、現在でも名勝・青島や秋季・春季のスポーツキャンプ（主に読売ジャイアンツ）などで多くの観光客が訪れる。
JR九州日南線・青島駅周辺に宿泊施設・観光ホテルがあり、それらの施設ごとに温泉設備が整っている。温泉施設から見える、日向灘の大海原や鬼の洗濯岩の景観は絶景である。また、一部のホテルは読売ジャイアンツが秋季・春季キャンプを行う際の宿舎としても利用されている。

## 温泉データ
- 泉質：炭酸水素塩泉など
- 源泉数：6
- 泉温：25℃
- 効能：神経痛、筋肉痛、関節痛、慢性婦人病、五十肩、打ち身、慢性消化器病、痔疾、冷え性、疲労回復、高血圧、動脈硬化症、切り傷、慢性皮ふ病、糖尿病、美肌など

## アクセス
- JR日南線・子供の国駅、または青島駅下車すぐ。もしくは宮崎交通バス利用。
- 宮崎自動車道・宮崎ICより国道220号を約11km南下。

## 周辺
- 青島（鬼の洗濯岩）
- 青島神社
- 青島リゾートこどものくに
- 白浜海水浴場
- 道の駅フェニックス（堀切峠）
- 青島小学校
- 青島中学校
- 国道220号（青島バイパス）
- JR日南線
  - 曽山寺駅 - 子供の国駅 - 青島駅 - 折生迫駅
- KIRISHIMAサンマリンスタジアム宮崎（読売ジャイアンツキャンプ地）